# Eucera pythagoras
Eucera pythagoras är en biart som beskrevs av Jean-Paul Risch 2003. Eucera pythagoras ingår i släktet långhornsbin, och familjen långtungebin. Inga underarter finns listade i Catalogue of Life.